# Johannes Overbeck
Johannes Adolf Overbeck (Antwerpen, 1826. március 27. – Lipcse, 1895. november 8.)  német archeológus és műtörténetíró.

## Pályafutása
Bonnban tanult filológiát és régészetet, 1850-ben ugyanott magántanár lett. 1853-ban Lipcsébe hívták meg a műrégészet tanszékére és az archeológiai múzeum igazgatói állására. 1858-ban ugyancsak Lipcsében az archeológiának nyilvános rendes tanára lett. Széles körű munkásságából kiemelendők a következő művek: Galerie heroischer Bildwerke der alten Kunst (Braunschweig, 1853); Kinstarchaeologische Vorlesungen (uo. 1853); Geschichte der griechischen Plastik (4. kiad. Lipcse, 1894); Pompeji (4. kiad. uo. 1884); Die antiken Schriftquellen zur Geschichte der bildenden Künste bei den Griechen (uo. 1868); Grieshische Kunstmytologie (3 kötet, 1871-79) és a hozzá való atlasz (uo. 1872-től). Kisebb tanulmányai közül fontosak még: Beiträge zur Kritik und Erkenntniss der Zeusreligion (Lipcse, 1861) és Über die Lade des Kypselos (uo. 1865).